# Бача при Подбърду
Бача при Подбърду (на словенски: Bača pri Podbrdu) е село в Словения, регион Горишка, община Толмин. Според Националната статистическа служба на Република Словения през 2015 г. селото има 23 жители.